# Elizabeth Warrenová
Elizabeth Ann Warrenová, rozená Herringová (* 22. června 1949 Oklahoma City), je americká profesorka práva a politička za Demokratickou stranu. Od roku 2013 je senátorkou Senátu Spojených států amerických za stát Massachusetts.

## Osobní život a vzdělání
V roce 1970 vystudovala speciální pedagogiku na Houstonské univerzitě a pracovala ve školách pro sluchově postiženou mládež, později absolvovala práva na Rutgersově univerzitě. Jako odbornice na obchodní právo přednášela na Pensylvánské univerzitě a Harvardově univerzitě. Byla poradkyní prezidenta Baracka Obamy v otázkách ochrany spotřebitelů.
Vydala množství odborných publikací, je spoluautorkou knihy Past dvou příjmů: Proč se matky a otcové ze střední třídy dostávají na mizinu, v níž se zabývá příčinami častých osobních bankrotů mezi příslušníky americké střední vrstvy. Vyznáním je metodistka.

## Politická kariéra
Bývá řazena k levicovému a progresivnímu křídlu Demokratické strany. Podle Warrenové „americká střední třída čelí útoku,“ protože „miliardáři a velké korporace se rozhodli žádat větší kus koláče a naverbovali politiky, aby jim tučnější kus uřízli.“ Podporuje sňatky osob stejného pohlaví.
Jednatřicátého prosince 2018 ohlásila kandidaturu na prezidentku Spojených států. Usiluje o přísnější regulaci bankovního sektoru a o finančně dostupnější školství a zdravotnictví, podala také návrh zákona o střetu zájmů při výkonu prezidentské funkce.
V roce 2010 ji časopis Foreign Policy zařadil na seznam nazvaný sto nejvlivnějších intelektuálů světa. Vystupovala v dokumentárním filmu O kapitalismu s láskou.
Warrenová ostře kritizuje americkou účast na saúdské vojenské intervenci v Jemenu. Odsoudila genocidu muslimské menšiny Rohingyů v Myanmaru. Prezentuje se jako stoupenkyně Izraele a odmítla rezoluci RB OSN č. 2334 z 23. prosince 2016, jež odsuzuje výstavbu nelegálních izraelských osad na okupovaném Západním břehu Jordánu, který má být budoucím jádrem samostatného státu Palestina. V lednu 2019 kritizovala rozhodnutí prezidenta Trumpa stáhnout americké vojáky ze Sýrie a Afghánistánu.
Kritizuje tvrdý postup Trumpovy administrativy vůči nelegálním imigrantům. Podporuje „sanctuary cities“, tedy ochranitelská či azylová města, mezi než patří New York, Los Angeles, Chicago, Seattle a stovky dalších amerických měst a okrsků, většinou ovládaných demokraty, kteří odmítají v těchto městech uplatňovat federální zákony týkající se imigrace a chrání nelegální imigranty před deportacemi a federálními úřady.
Warrenová podporuje federální program povinného rozvážení dětí odlišných ras/etnik do škol v jiných čtvrtích (tzv. desegregation busing), jakožto prostředku s rasovou segregací a zajištění kvalitního přístupu ke vzdělání pro všechny bez ohledu na rasu/etnicitu.

## Kritika
Warrenová se otevřeně hlásí k indiánským předkům. V roce 2019 se veřejně omluvila, že se v 80. letech zaregistrovala do advokátní komory jako americká indiánka. Testy DNA zjistily, že má přibližně 0,001 procenta domorodé krve. Warrenová se přihlásila ke kmeni Čerokíů. Podle některých kritiků se snažila profitovat z politiky afirmativní akce, ze které benefitují historicky znevýhodněné etnické a rasové menšiny.

## Galerie

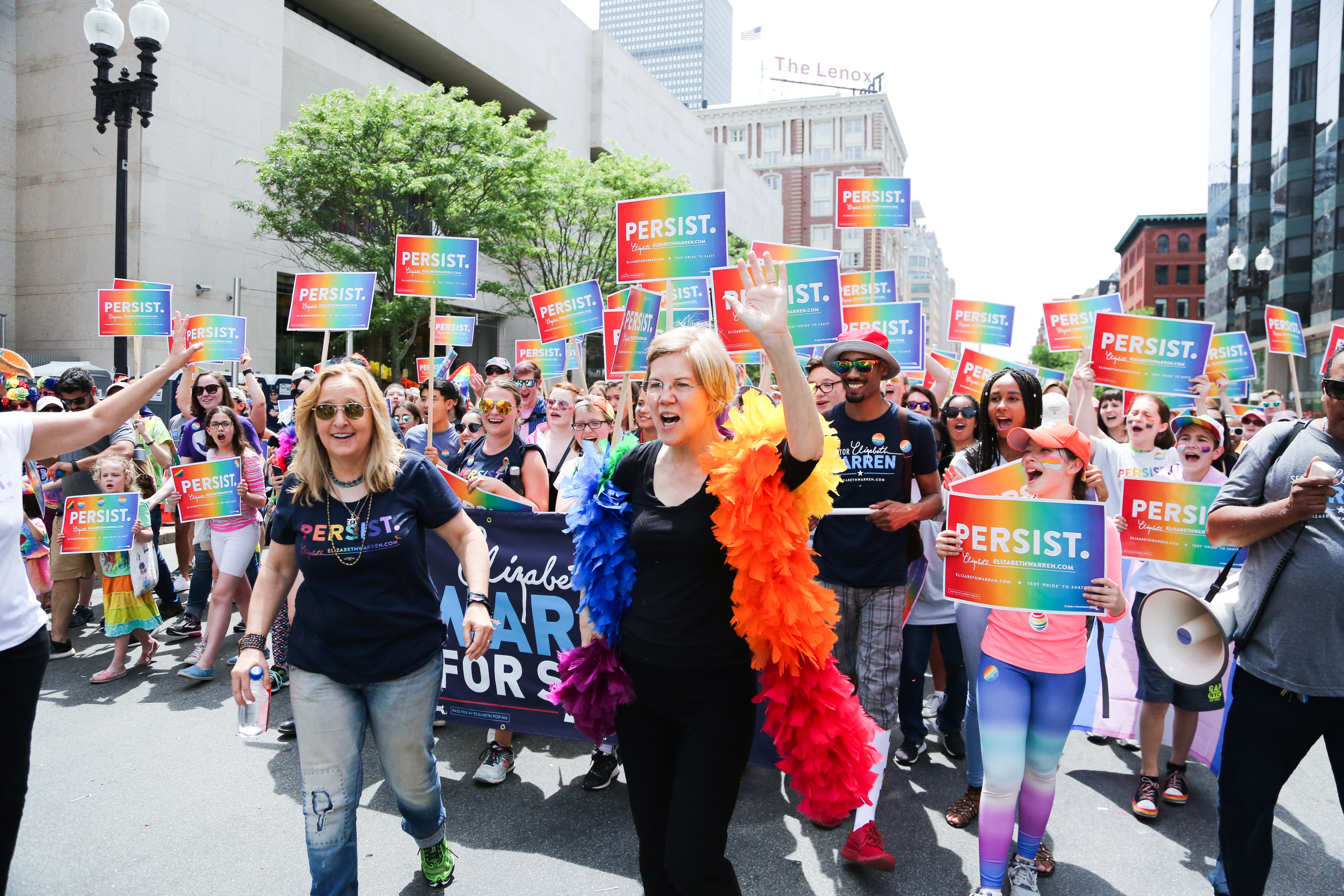
Warrenová v pochodu Gay Pride v Bostonu v roce 2018
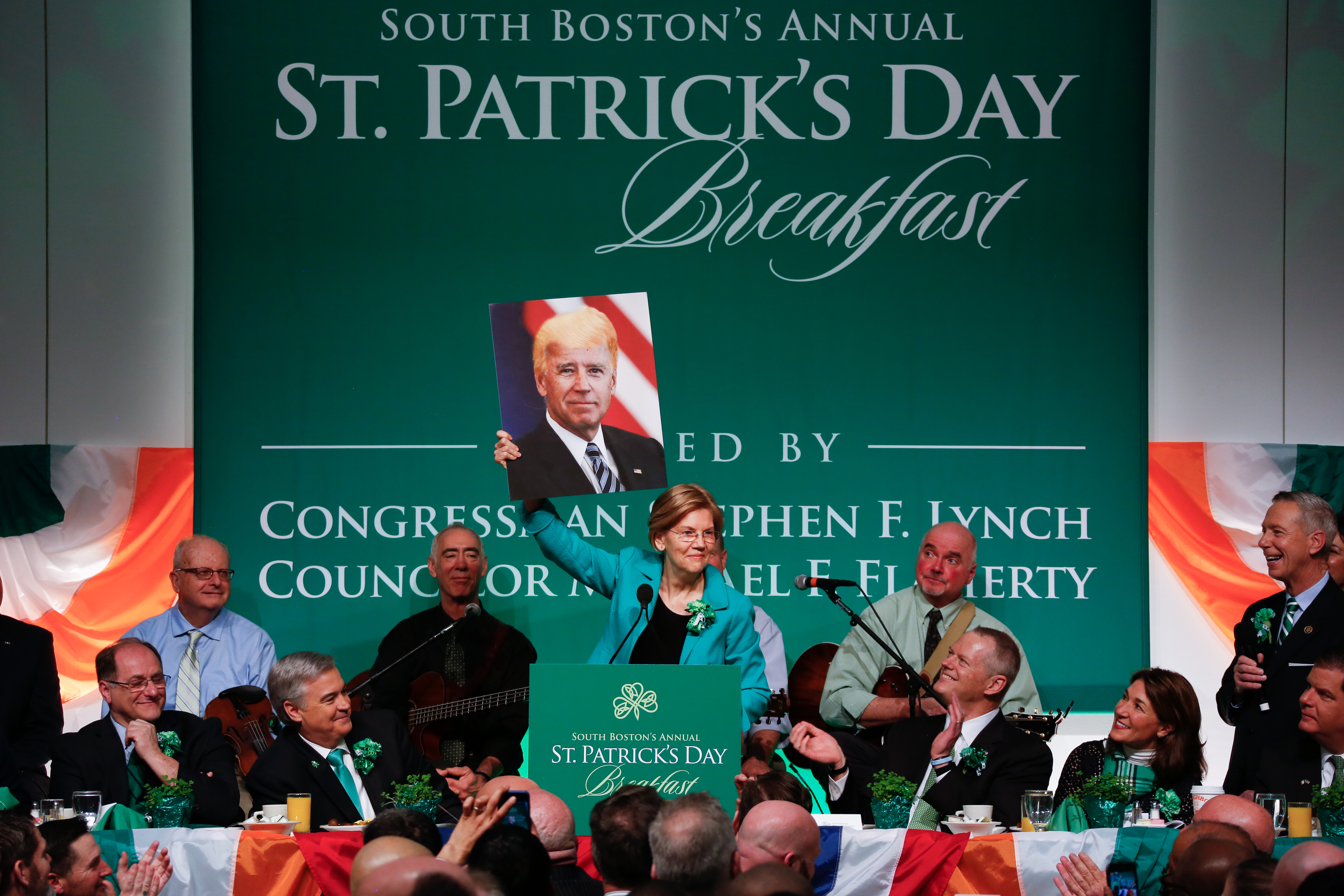
Warrenová během oslav Dne svatého Patrika v Bostonu
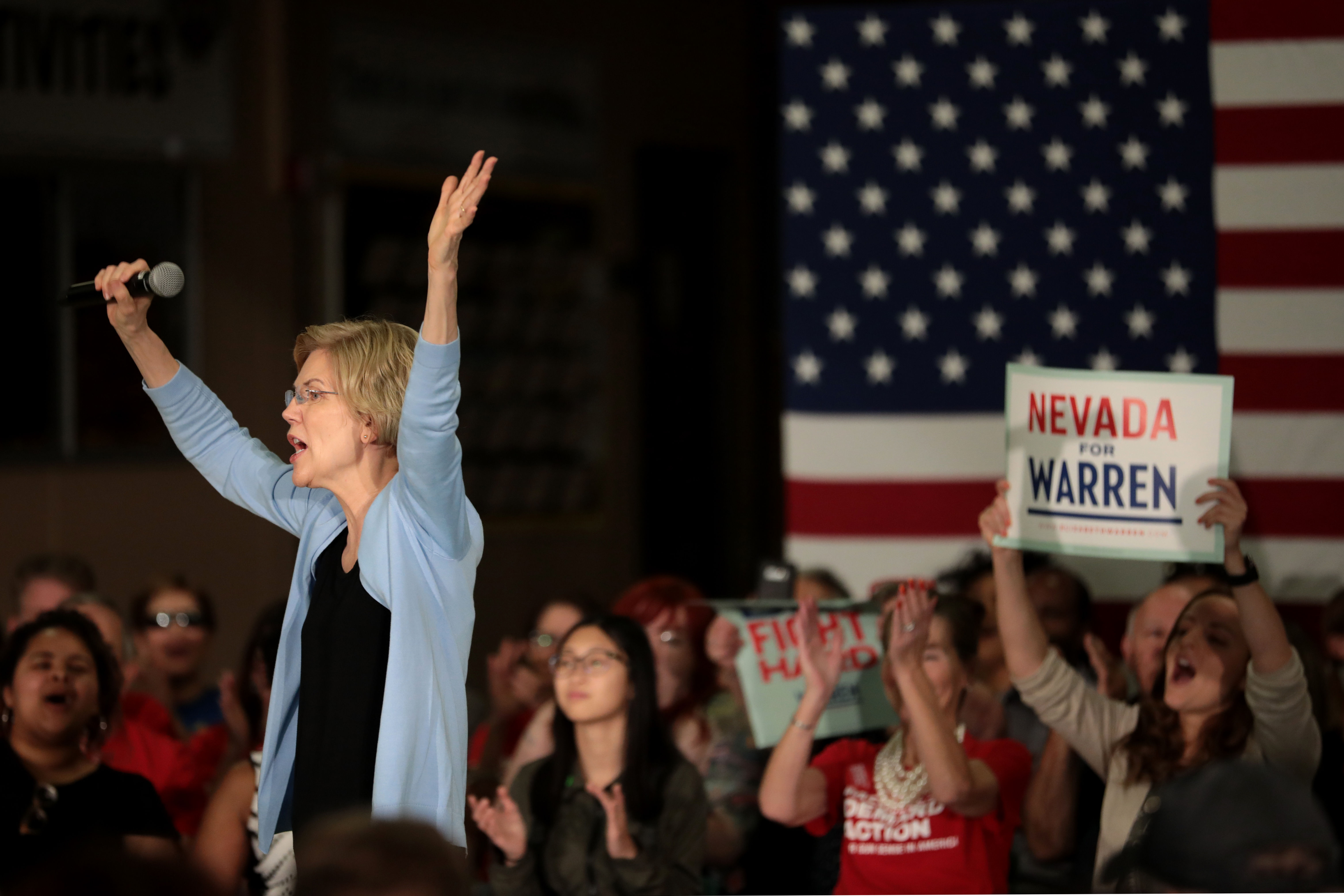
Prezidentská kampaň Warrenové v Las Vegas v Nevadě